# Chestertown (New York)
Chestertown je městečko v okrese Warren, státě New York ve Spojených státech, v Adirondackém pohoří. Populace byla v roce 2000 kolem 2187. Městečko se nachází na křižovatce Cesty 8 (Route 8) a Státní Cesty 9 (U.S. Route 9).

## Geografie
Chestertown se nachází v srdci Adirondackého pohoří, v okrsku Town of Chester. Poštovní směrovací číslo je 12817 a nejbližší města jsou Lake George a Glens Falls.

## Historie
Komunita byla založena v roce 1799 osadníky z Nové Anglie, kteří budovali na březích místních prudkých potoků pily. První zmínka o osídlení pochází z roku 1790, kdy se oblast dnešního Chestertownu jmenovala Chester Four Corners, protože to byla významná křižovatka.

## Vzdělání
Studenti z Chestertownu a z okolních komunit Horicon a Pottersville navštěvují North Warren Central School.

## Kultura a ekonomika
Stará škola v centru byla přestavěna na komunitní centrum kde se nachází také radnice, městská knihovna a úřad šerifa. V městečku je i kino a zdravotnické centrum. Hlavní ulice (Main Street) je lemována mnoha obchody, včetně banky Glens Falls National Bank. V oblasti se nachází také několik hotelů.
Město má dvě veřejné pláže, jednu na jezeře Loon Lake, druhou u Friends Lake.
Na jižním okraji města se nachází velký lom, a kousek od centra je velká pila a výrobna dřevěných domků.

### Náboženství
V centru Chestertownu se nachází tři kostely, a to Katolický kostel Sv. Jana Křtitele, komunitní Metodistický kostel a kostel Episkopální církve. Dále se zde nachází několik kostelů kolem města.

## Fotogalerie

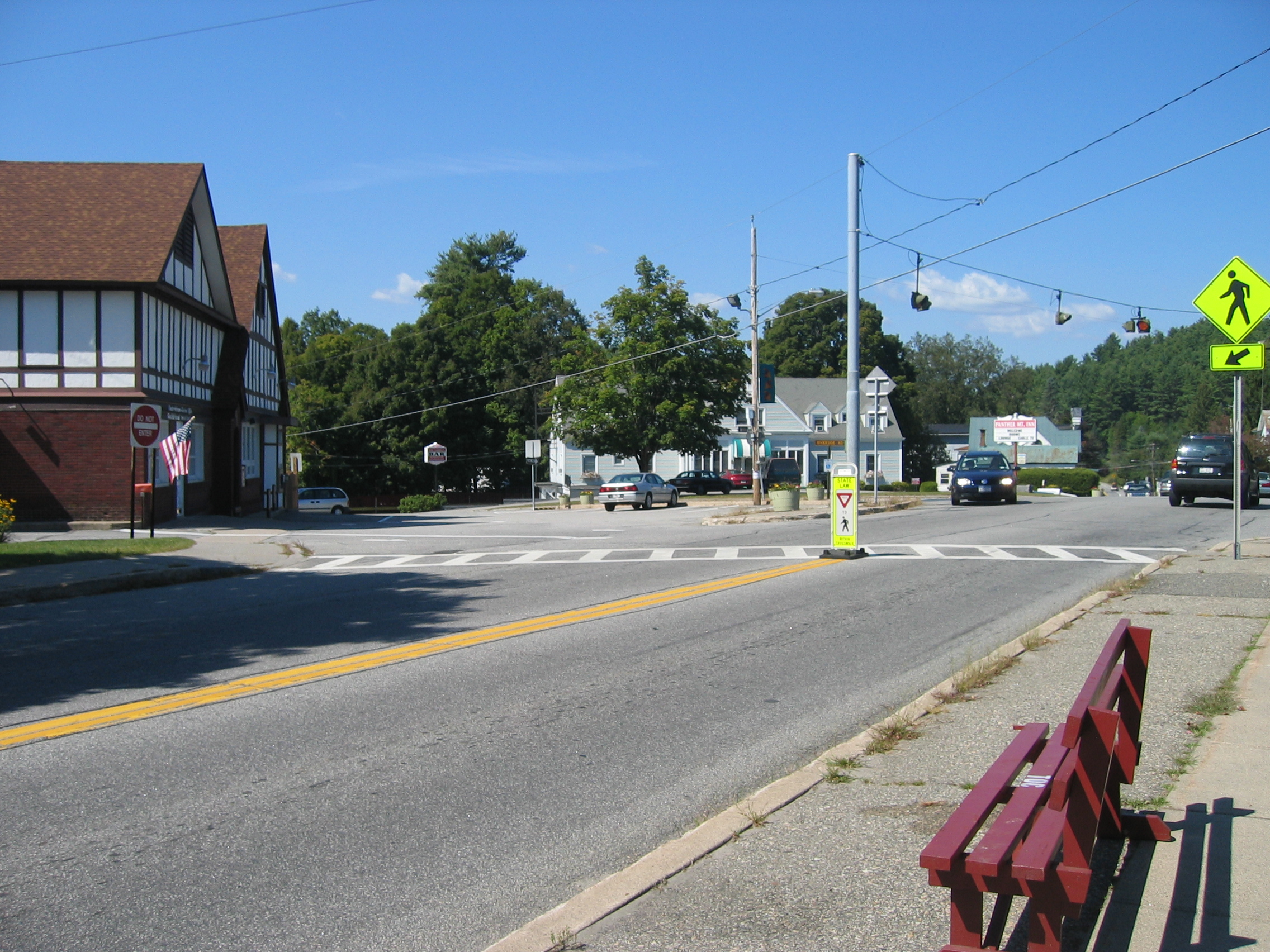
Křižovatka v centru města
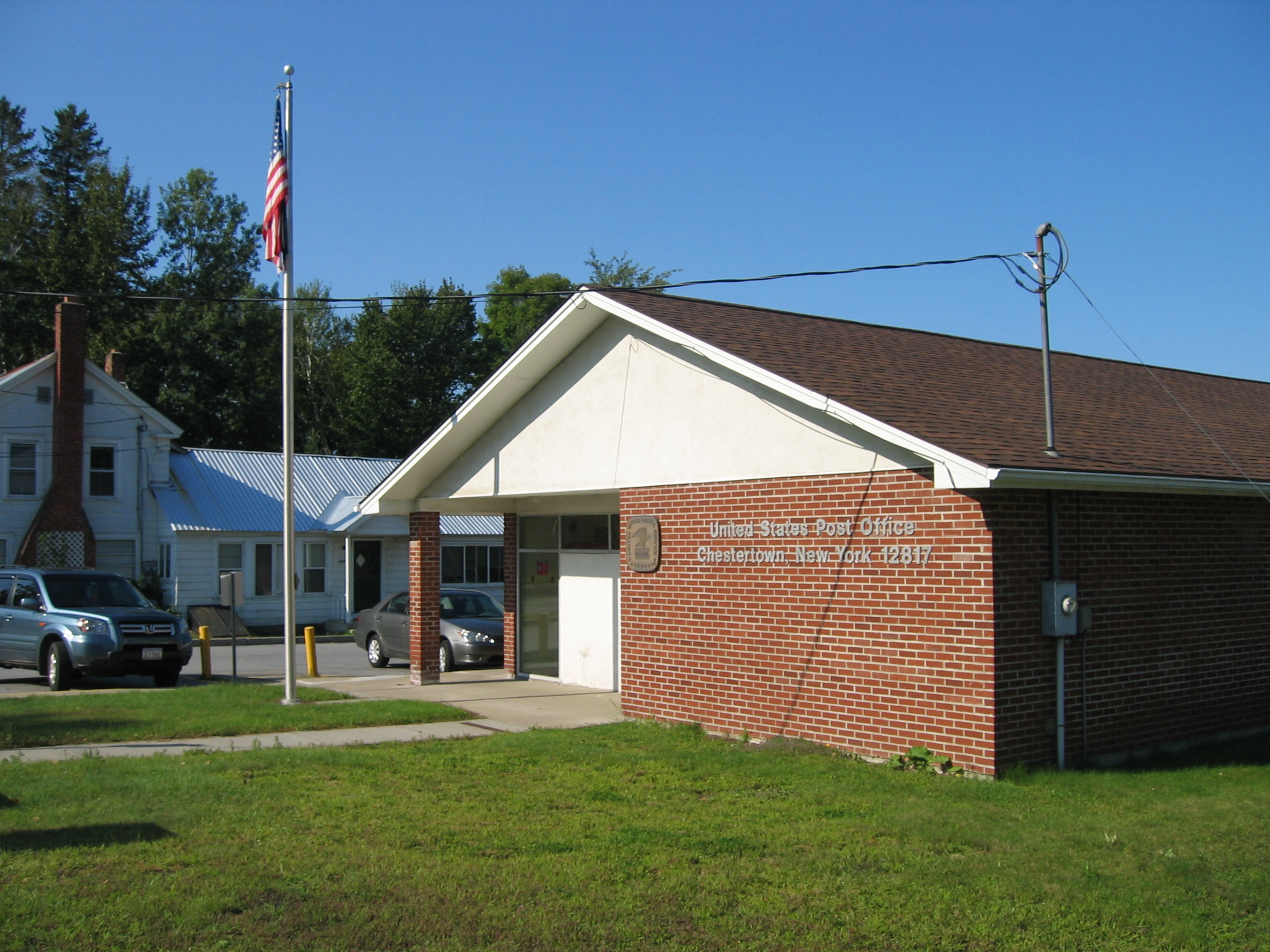
Poštovní úřad
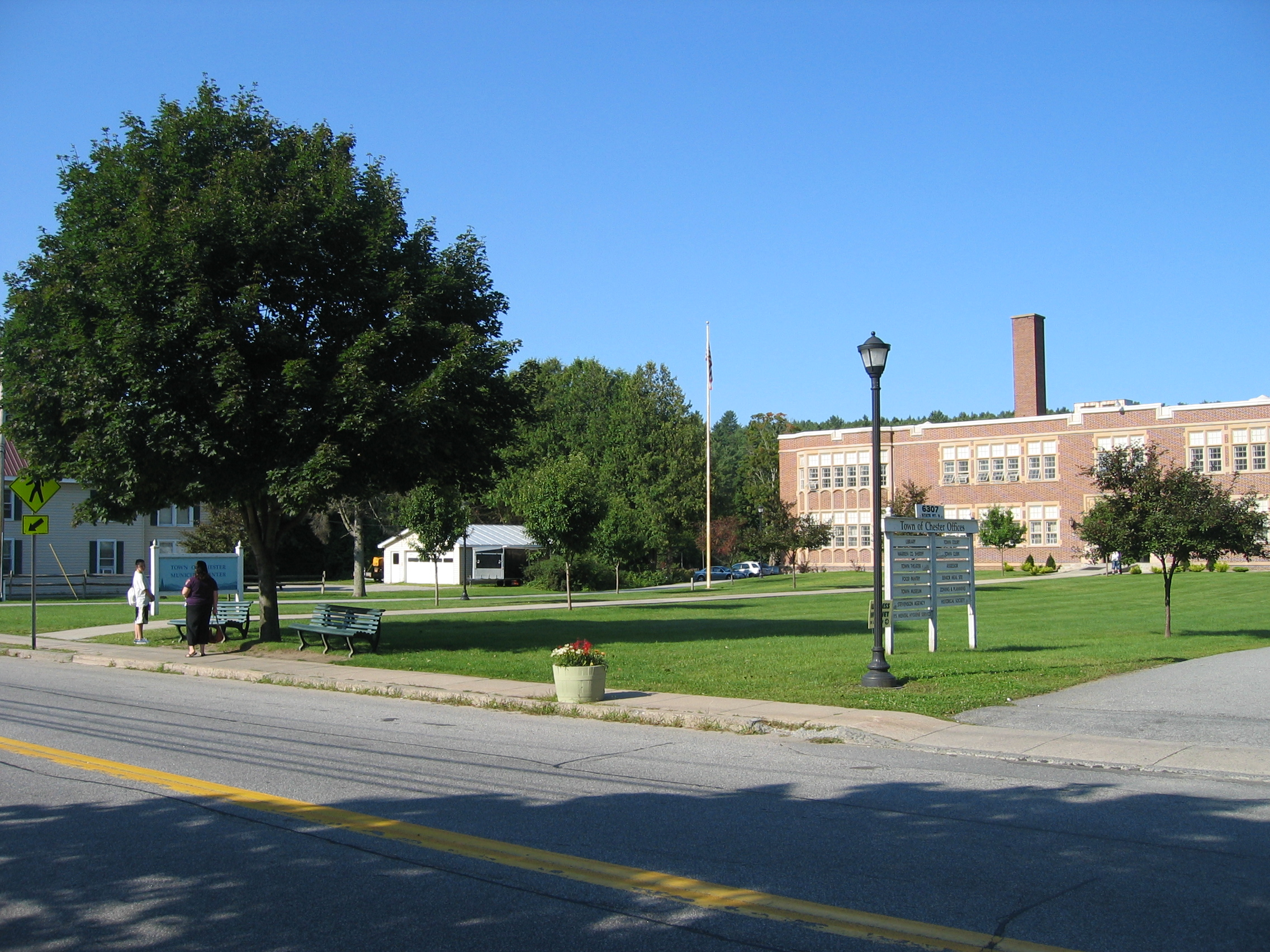
Radnice
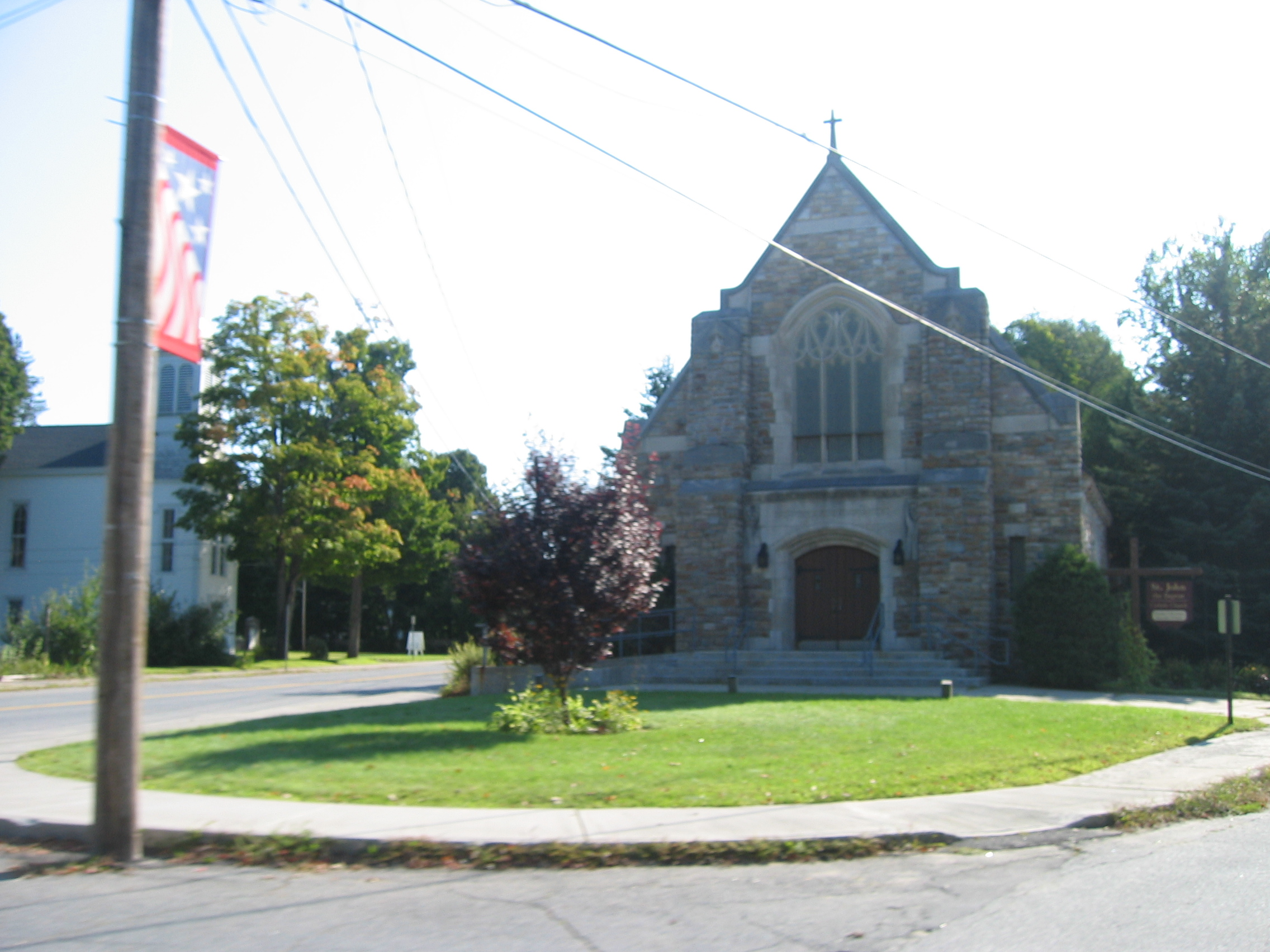
Katolický kostel
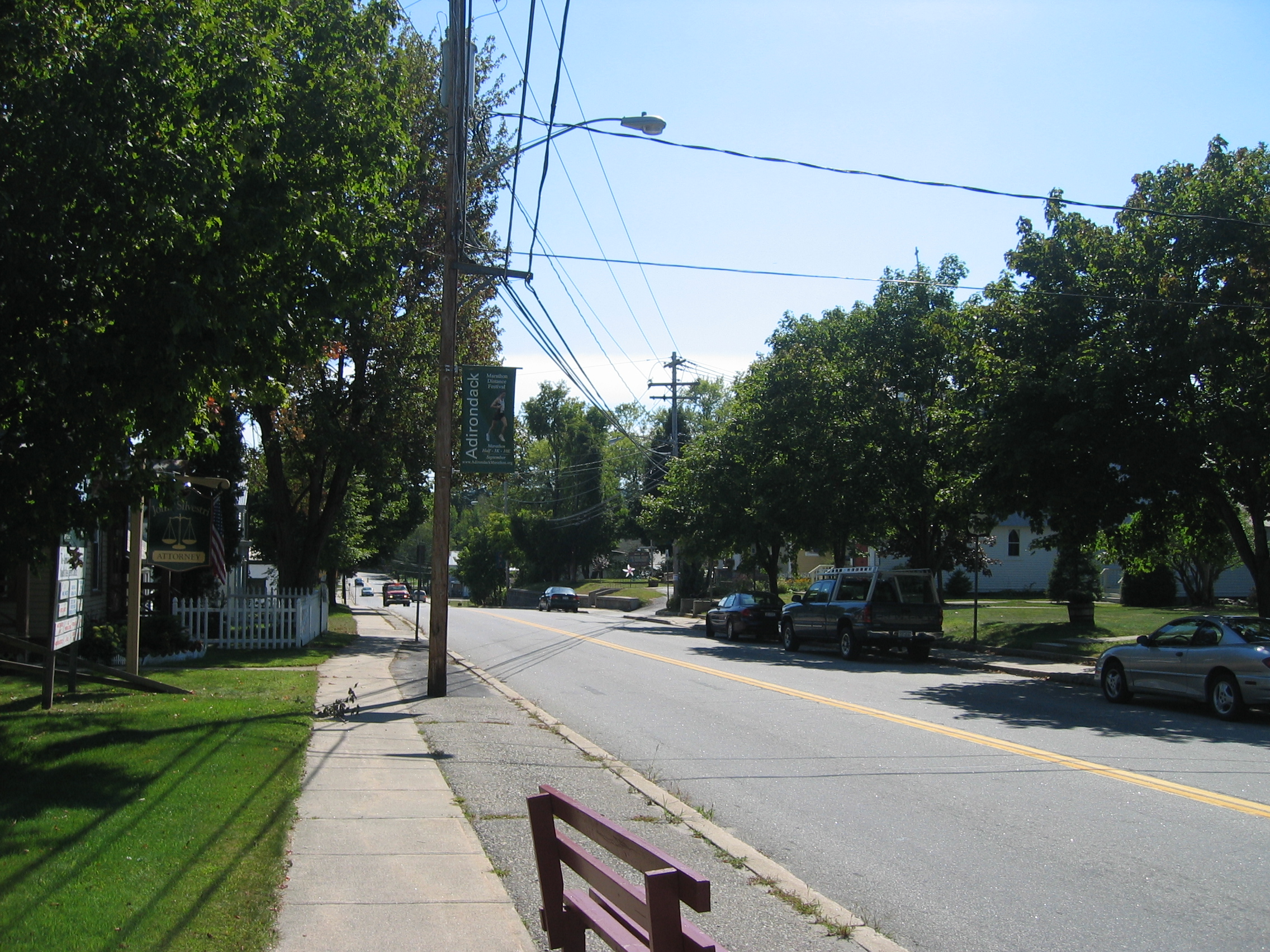
Hlavní ulice směrem na jih
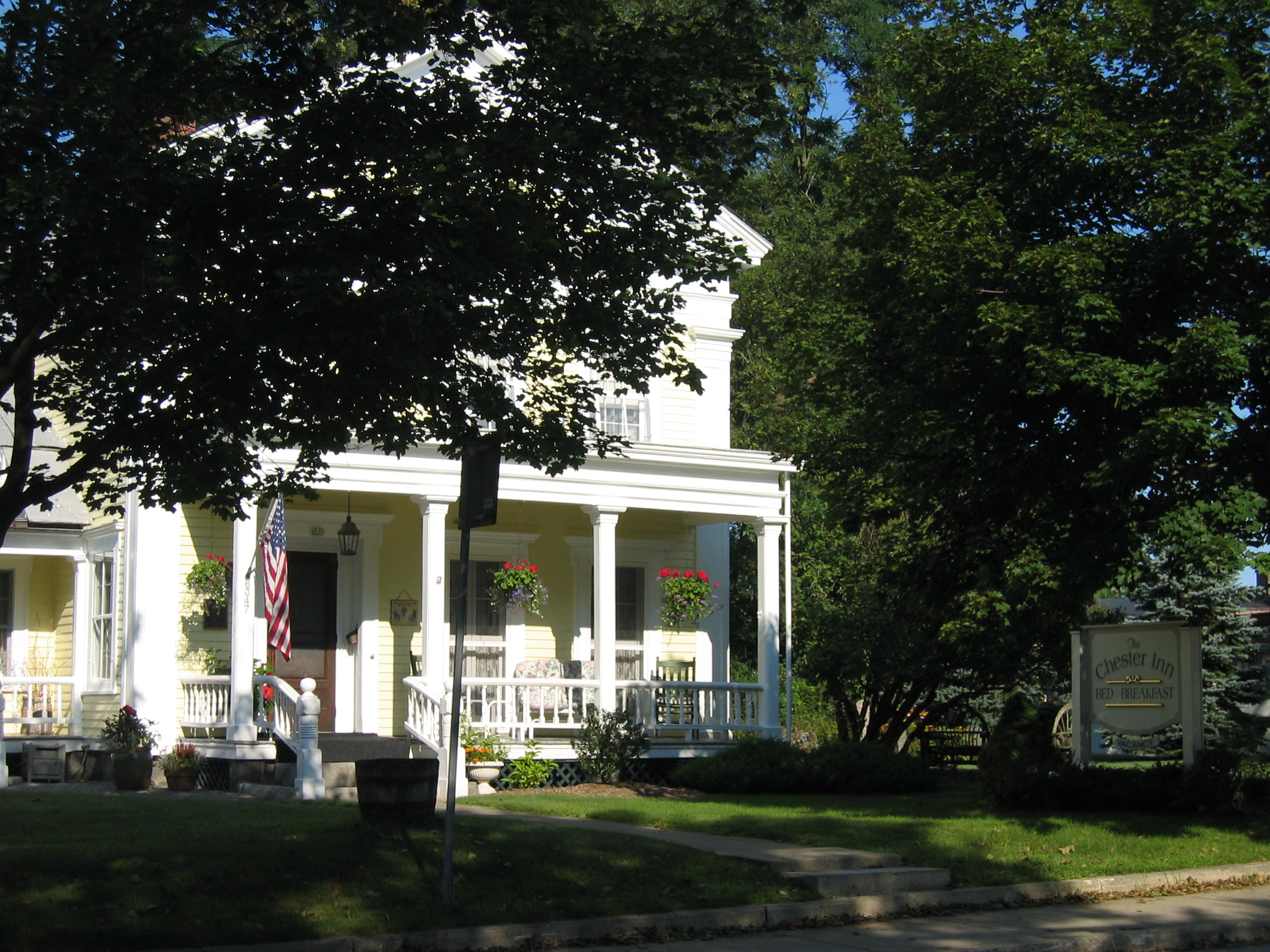
Hostinec Chester Inn
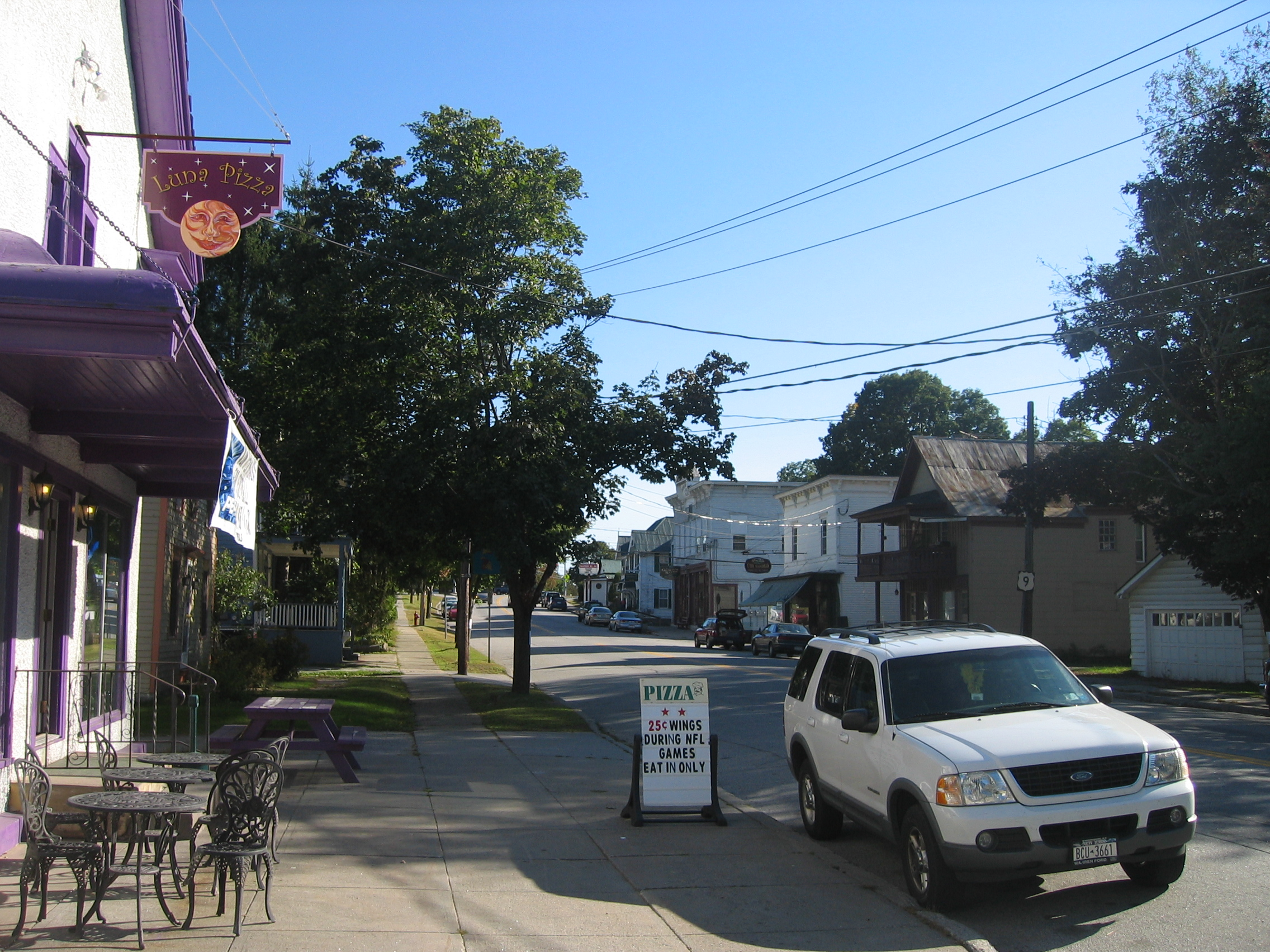
Restaurace na hlavní ulici
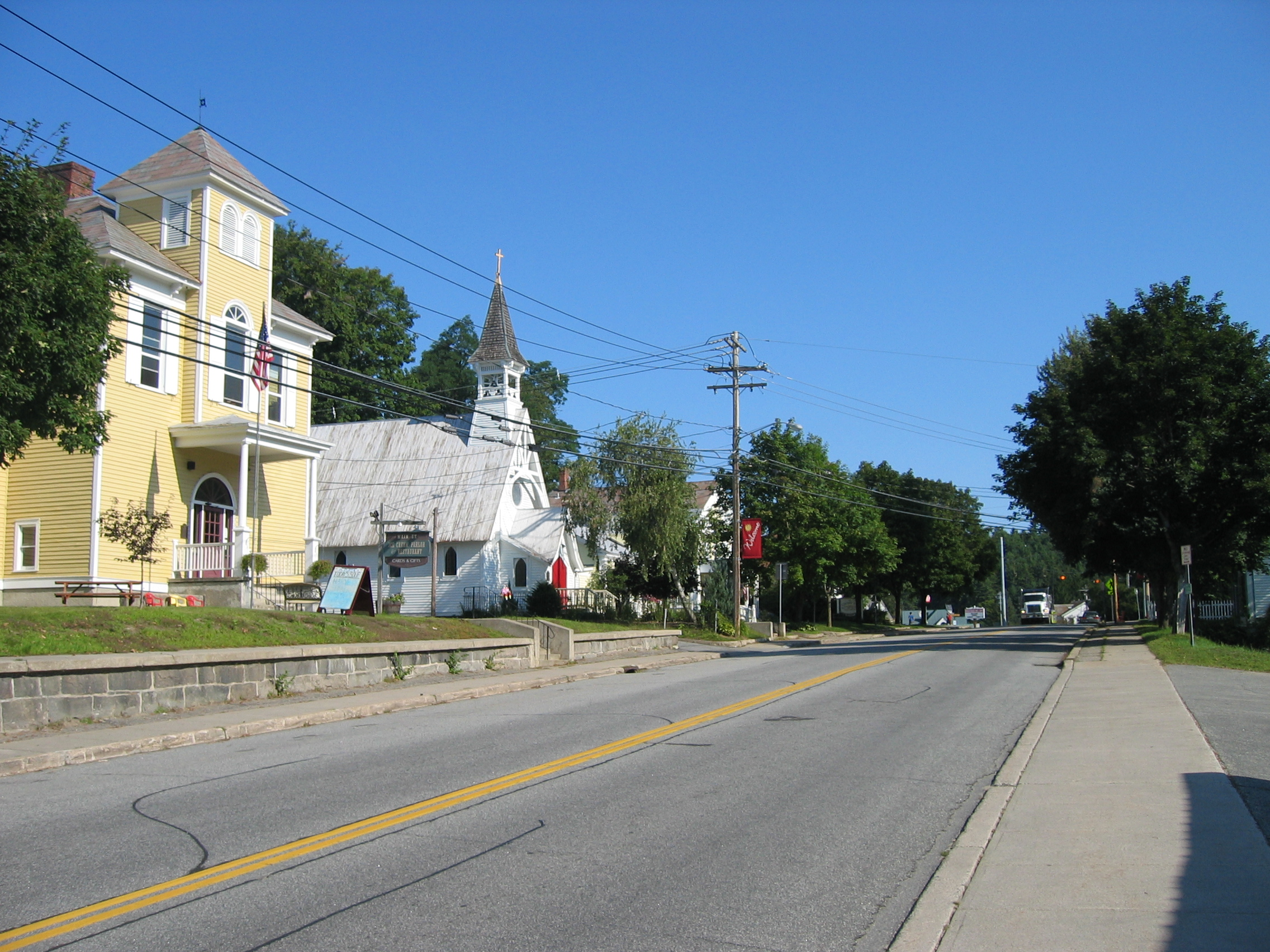
Kostel na hlavní ulici jižně od hlavní křižovatky